# Yamandú Rodríguez
Yamandú Rodríguez (Montevideo, 25 de mayo de 1891 - Montevideo, 15 de marzo de 1957) fue un poeta, dramaturgo y narrador uruguayo.

## Biografía
En 1913 comienza su producción literaria con el libro de poesías Aires de campo. Años más tarde, en 1917 da a conocer su primer poema dramático titulado 1810 en el Teatro Solís de Montevideo. Este poema que enaltece la gesta patria Argentina, concita un éxito que lo lleva a reeditarlo en el Teatro Nacional Cervantes de Buenos Aires con el elenco de Pascual Carcavallo.
Al año siguiente edita su segundo poema dramático, llamado El Matrero, el cual nuevamente suscita una gran aceptación por parte del público, y es adaptado a una opera posteriormente por el maestro Felipe Boero, convirtiéndose de esa forma en la primera ópera argentina. La misma fue ejecutada en el Teatro Colón de Buenos Aires.
En años posteriores daría a conocer obras como La lanza rota, Juan Sin Tierra o El fraile Aldao, lo que sumado a sus dos éxitos anteriores terminaron por erigirlo en uno de los dramaturgos más importantes de Argentina y Uruguay.
En 1925 publicó una serie de cuentos en la revista El Suplemento (dirigida por Miguel Sanz), la mayoría de los cuales nunca fueron recogidos en libro. A fines de ese año edita un libro de cuentos gauchescos llamado Bichitos de Luz. Posteriormente edita otros libros del género como Humo de Marlos, Cansado y Cimarrones, en los que se puede apreciar una gran capacidad narrativa.
En 1932 realiza una gira por pueblos del interior del Uruguay junto a Felisberto Hernández, en el cual este último tocaba el piano y Rodríguez recitaba sus poemas. Al año siguiente y debido al éxito obtenido en esta gira, presentan este espectáculo en el Teatro París, de Buenos Aires.
En 1935 comienza a apoyar con sus relatos a la joven publicación Leoplán dirigida por Ramón Sopena.
Fue contemporáneo de Carlos Reyles, Justino Zavala Muniz, Horacio Quiroga, Enrique Amorim, Francisco Espínola, Víctor Dotti y Montiel Ballesteros, y al igual que ellos, fue pieza esencial de esa generación de creadores literarios del Uruguay.
En sus últimos años, aquejado de una enfermedad psiquiátrica, se mantuvo alejado de la producción literaria. En ese sentido Tito Livio Foppa escribió: 

«[...] llevando una vida atribulada por la adversidad y rota su moral, perdida su voluntad y oscurecida su mente, terminó sus días en una casa de salud.»

## Filmografía
Guionista
- Don Bildigerno en Pago Milagro (1948) dir. Antonio Ber Ciani
- Águila Blanca (1941) dir. Carlos Hugo Christensen
- El matrero (1939) dir. Orestes Caviglia

## Obras literarias

### Poesía
- Aires de campo (poemas, 1913)
- Poesías completas (1953)

### Narrativa
- Bichito de luz (Publicaciones Argentinas Mensuales, septiembre de 1925)
- Cansancio (1927)
- Cimarrones (1933)
- Los Kennedy (1934)
- Humo de marlos (1944)
- Romances gauchos
- Campo adentro
- Tres soldados de Artigas

### Teatro
- 1810 (1919)
- El matrero (1919)
- La lanza rota (en coautoría con Claudio Martínez Paiva)
- Las cachorras (en coautoría con José María Vázquez)
- Juan Sin Tierra (en coautoría con Domingo Parra)
- Tato Ceibo (en coautoría con Domingo Parra)
- Ave María purísima (en coautoría con Venancio Montiel)
- El circo criollo (textos de un ciclo radial)
- El fraile Aldao (1935)
- El milagro renacentista (1935)
- El demonio de los Andes (1935)
- Como bola sin manija